# Florianópolis Challenger 2021
Il Florianópolis Challenger 2021, noto anche come Dove Men+Care Challenger Florianópolis per ragioni di sponsorizzazione, è stato un torneo maschile di tennis giocato sulla terra rossa. Era la 1ª edizione del torneo, facente parte della categoria Challenger 80 nell'ambito dell'ATP Challenger Tour 2021, con un montepremi di 52 080 $. Si è giocato sui campi del Lagoa Iate Clube di Florianópolis, in Brasile, dal 6 al 12 dicembre 2021. Faceva parte inoltre del nuovo circuito continentale Dove Men+Care Legión Sudamericana organizzato con lo sponsor nel 2021.

## Partecipanti

### Teste di serie
| Nazionalità | Giocatore            | Ranking* | Testa di serie |
| ----------- | -------------------- | -------- | -------------- |
| Uruguay     | Pablo Cuevas         | 99       | 1              |
| Bolivia     | Hugo Dellien         | 119      | 2              |
| Brasile     | Thiago Seyboth Wild  | 131      | 3              |
| Argentina   | Juan Ignacio Londero | 139      | 4              |
| Argentina   | Nicolás Kicker       | 229      | 5              |
| Argentina   | Pedro Cachín         | 239      | 6              |
| Argentina   | Andrea Collarini     | 264      | 7              |
| Argentina   | Juan Pablo Ficovich  | 285      | 8              |

* Ranking al 29 novembre 2021.

### Altri partecipanti
I seguenti giocatori hanno ricevuto una wild card per il tabellone principale:
- Mateus Alves
- Pedro Boscardin Dias
- Gustavo Heide

I seguenti giocatori sono entrati in tabellone come alternate:
- Luciano Darderi
- Gonzalo Villanueva
- Matías Zukas

I seguenti giocatori sono passati dalle qualificazioni:
- Nicolás Barrientos
- Wilson Leite
- Igor Marcondes
- Federico Zeballos

## Punti e montepremi
| Torneo    | Torneo              | V     | F     | SF    | QF    | 2T  | 1T  | Q | Q2  | Q1  |
| Singolare | Punti               | 80    | 48    | 29    | 15    | 7   | 0   | 4 | 2   | 0   |
| Singolare | Premi in denaro ($) | 7 200 | 4 240 | 2 510 | 1 460 | 860 | 520 | – | 260 | 130 |
| Doppio    | Punti               | 80    | 48    | 29    | 15    | –   | 0   | – | –   | –   |
| Doppio    | Premi in denaro ($) | 3 100 | 1 800 | 1 080 | 640   | –   | 360 | – | –   | –   |

## Campioni

### Singolare
Igor Marcondes ha sconfitto in finale  Hugo Dellien con il punteggio di 6–2, 6–4.

### Doppio
Nicolás Barrientos /  Alejandro Gómez hanno sconfitto in finale  Rafael Matos /  Martín Cuevas con il punteggio di 6–3, 6–3.